# Janová
Janová (dawniej Johanová lub Johanowa) – gmina w Czechach, w powiecie Vsetín, w kraju zlińskim. Według danych z dnia 1 stycznia 2012 liczyła 751 mieszkańców.